# Kvalifikacije za Europsko prvenstvo u nogometu 2012. – skupina F
Skupina F je jedna od devet kvalifikacijskih skupina za Euro 2012 u Poljskoj i Ukrajini.  Pobjednik skupine, Grčka se izravno kvalificirala na završnicu prvenstva bez doigravanja, dok je drugoplasirana Hrvatska prošla u dodatne kvalifikacije ili razigravanje, gdje je kasnije pobijedila Tursku i također izborila Euro. Utakmice skupine F su igrane u razdoblju od 2. rujna 2010. do 11. listopada 2011.

## Tablica
| Momčad   | Uta. | Pob. | Izj. | Por. | PoP | PrP | RP  | Bod. |
| -------- | ---- | ---- | ---- | ---- | --- | --- | --- | ---- |
| Grčka    | 10   | 7    | 3    | 0    | 14  | 5   | +9  | 24   |
| Hrvatska | 10   | 7    | 1    | 2    | 18  | 7   | +11 | 22   |
| Izrael   | 10   | 5    | 1    | 4    | 13  | 11  | +2  | 16   |
| Latvija  | 10   | 3    | 2    | 5    | 9   | 12  | –3  | 11   |
| Gruzija  | 10   | 2    | 4    | 4    | 7   | 9   | –2  | 10   |
| Malta    | 10   | 0    | 1    | 9    | 4   | 21  | –7  | 1    |

| Hrvatska | —   | 2:1 | 0:0 | 3:1 | 2:0 | 3:0 |
| Gruzija  | 1:0 | —   | 1:2 | 0:0 | 0:1 | 1:0 |
| Grčka    | 2:0 | 1:1 | —   | 2:1 | 1:0 | 3:1 |
| Izrael   | 1:2 | 1:0 | 0:1 | —   | 2:1 | 3:1 |
| Latvija  | 0:3 | 1:1 | 1:1 | 1:2 | —   | 2:0 |
| Malta    | 1:3 | 1:1 | 0:1 | 0:2 | 0:2 | —   |

## Utakmice
| 2. rujna 2010. 21:15 (UTC+3) |             |          |                                                                          |
| Izrael                       | 3 : 1       | Malta    | Stadion Ramat Gan, Ramat Gan Broj gledatelja: 17 000 Sudac: Saïd Ennjimi |
| Benayoun 7', 64' (11 m), 75' | (izvještaj) | Pace 38' | Stadion Ramat Gan, Ramat Gan Broj gledatelja: 17 000 Sudac: Saïd Ennjimi |

| 3. rujna 2010. 21:45 (UTC+3) |             |            |                                                                            |
| Grčka                        | 1 : 1       | Gruzija    | Stadion Karaiskakis, Pirej Broj gledatelja: 5 000 Sudac: Carlos Clos Gómez |
| Spiropoulos 72'              | (izvještaj) | Iašvili 3' | Stadion Karaiskakis, Pirej Broj gledatelja: 5 000 Sudac: Carlos Clos Gómez |

| 3. rujna 2010. 21:00 (UTC+3) |             |                              |                                                                  |
| Latvija                      | 0 : 3       | Hrvatska                     | Stadion Skonto, Riga Broj gledatelja: 8 000 Sudac: Björn Kuipers |
|                              | (izvještaj) | Petrić 43' Olić 51' Srna 82' | Stadion Skonto, Riga Broj gledatelja: 8 000 Sudac: Björn Kuipers |

| 7. rujna 2010. 21:00 (UTC+4) |             |        |                                                                               |
| Gruzija                      | 0 : 0       | Izrael | Stadion Borisa Paichadzea, Tbilisi Broj gledatelja: 3 000 Sudac: Sascha Kever |
|                              | (izvještaj) |        | Stadion Borisa Paichadzea, Tbilisi Broj gledatelja: 3 000 Sudac: Sascha Kever |

| 7. rujna 2010. 19:30 (UTC+2) |             |                             |                                                                    |
| Malta                        | 0 : 2       | Latvija                     | Stadion Ta'Qali, Ta'Qali Broj gledatelja: 6 000 Sudac: Tony Asumaa |
|                              | (izvještaj) | Gorkšs 42' Verpakovskis 85' | Stadion Ta'Qali, Ta'Qali Broj gledatelja: 6 000 Sudac: Tony Asumaa |

| 7. rujna 2010. 20:30 (UTC+2) |             |       |                                                                         |
| Hrvatska                     | 0 : 0       | Grčka | Stadion Maksimir, Zagreb Broj gledatelja: 33 000 Sudac: Claus Bo Larsen |
|                              | (izvještaj) |       | Stadion Maksimir, Zagreb Broj gledatelja: 33 000 Sudac: Claus Bo Larsen |

| 8. listopada 2010. 21:00 (UTC+4) |             |       |                                                                              |
| Gruzija                          | 1 : 0       | Malta | Stadion Borisa Paichadzea, Tbilisi Broj gledatelja: 50 000 Sudac: Alan Black |
| Siradze 90+1'                    | (izvještaj) |       | Stadion Borisa Paichadzea, Tbilisi Broj gledatelja: 50 000 Sudac: Alan Black |

| 8. listopada 2010. 21:45 (UTC+3) |             |         |                                                                          |
| Grčka                            | 1 : 0       | Latvija | Stadion Karaiskakis, Pirej Broj gledatelja: 13 000 Sudac: Antonio Damato |
| Torosidis 58'                    | (izvještaj) |         | Stadion Karaiskakis, Pirej Broj gledatelja: 13 000 Sudac: Antonio Damato |

| 9. listopada 2010. 20:30 (UTC+3) |             |                         |                                                                            |
| Izrael                           | 1 : 2       | Hrvatska                | Stadion Ramat Gan, Ramat Gan Broj gledatelja: 30 000 Sudac: Wolfgang Stark |
| Shechter 81'                     | (izvještaj) | Kranjčar 36' (11 m) 41' | Stadion Ramat Gan, Ramat Gan Broj gledatelja: 30 000 Sudac: Wolfgang Stark |

| 12. listopada 2010. 21:45 (UTC+3)    |             |                        |                                                                          |
| Grčka                                | 2 : 1       | Izrael                 | Stadion Karaiskakis, Pirej Broj gledatelja: 16 935 Sudac: Martin Hansson |
| Salpigidis 22' Karagounis 63' (11 m) | (izvještaj) | Spiropoulos 59' (a.g.) | Stadion Karaiskakis, Pirej Broj gledatelja: 16 935 Sudac: Martin Hansson |

| 12. listopada 2010. 20:00 (UTC+3) |             |             |                                                                    |
| Latvija                           | 1 : 1       | Gruzija     | Stadion Skonto, Riga Broj gledatelja: 4 330 Sudac: Manuel De Sousa |
| Cauņa 90+1'                       | (izvještaj) | Siradze 74' | Stadion Skonto, Riga Broj gledatelja: 4 330 Sudac: Manuel De Sousa |

| 17. studenog 2010. 17:30 (UTC+1) |             |       |                                                                     |
| Hrvatska                         | 3 : 0       | Malta | Stadion Maksimir, Zagreb Broj gledatelja: 9 000 Sudac: Duarte Gomes |
| Kranjčar 19', 42' Kalinić 81'    | (izvještaj) |       | Stadion Maksimir, Zagreb Broj gledatelja: 9 000 Sudac: Duarte Gomes |

| 26. ožujka 2011. 21:00 (UTC+4) |             |          |                                                                                     |
| Gruzija                        | 1 : 0       | Hrvatska | Stadion Borisa Paichadzea, Tbilisi Broj gledatelja: 54 500 Sudac: Paolo Tagliavento |
| Kobiašvili 90'                 | (izvještaj) |          | Stadion Borisa Paichadzea, Tbilisi Broj gledatelja: 54 500 Sudac: Paolo Tagliavento |

| 26. ožujka 2011. 21:00 (UTC+2) |             |            |                                                                           |
| Izrael                         | 2 : 1       | Latvija    | Stadion Bloomfield, Tel Aviv Broj gledatelja: 10 801 Sudac: Milorad Mažić |
| Barda 16' Kayal 81'            | (izvještaj) | Gorkšs 62' | Stadion Bloomfield, Tel Aviv Broj gledatelja: 10 801 Sudac: Milorad Mažić |

| 26. ožujka 2011. 20:30 (UTC+1) |             |                 |                                                                        |
| Malta                          | 0 : 1       | Grčka           | Stadion Ta'Qali, Ta'Qali Broj gledatelja: 10 605 Sudac: Michael Weiner |
|                                | (izvještaj) | Torosidis 90+4' | Stadion Ta'Qali, Ta'Qali Broj gledatelja: 10 605 Sudac: Michael Weiner |

| 29. ožujka 2011. 21:05 (UTC+2) |             |         |                                                                           |
| Izrael                         | 1 : 0       | Gruzija | Stadion Bloomfield, Tel Aviv Broj gledatelja: 13 716 Sudac: Fredy Fautrel |
| Ben Haim 59'                   | (izvještaj) |         | Stadion Bloomfield, Tel Aviv Broj gledatelja: 13 716 Sudac: Fredy Fautrel |

| 3. lipnja 2011. 20:00 (UTC+2) |             |             |                                                                         |
| Hrvatska                      | 2 : 1       | Gruzija     | Stadion Poljud, Split Broj gledatelja: 28 000 Sudac: Stefan Johannesson |
| Mandžukić 76' Kalinić 78'     | (izvještaj) | Kankava 17' | Stadion Poljud, Split Broj gledatelja: 28 000 Sudac: Stefan Johannesson |

| 4. lipnja 2011. 21:30 (UTC+3)          |             |            |                                                                     |
| Grčka                                  | 3 : 1       | Malta      | Stadion Karaiskakis, Pirej Broj gledatelja: 14 746 Sudac: Pawel Gil |
| Fetfatzidis 8' 64' K. Papadopoulos 26' | (izvještaj) | Mifsud 54' | Stadion Karaiskakis, Pirej Broj gledatelja: 14 746 Sudac: Pawel Gil |

| 4. lipnja 2011. 19:30 (UTC+3) |             |                                  |                                                               |
| Latvija                       | 1 : 2       | Izrael                           | Stadion Skonto, Riga Broj gledatelja: 6 147 Sudac: Alan Kelly |
| Cauņa 62' (11 m)              | (izvještaj) | Benayoun 19' Ben Haim 43' (11 m) | Stadion Skonto, Riga Broj gledatelja: 6 147 Sudac: Alan Kelly |

| 2. rujna 2011. 21:00 (UTC+4) |             |           |                                                                                 |
| Gruzija                      | 0 : 1       | Latvija   | Stadion Mihajla Meškog, Tbilisi Broj gledatelja: 15 422 Sudac: Leontios Trattou |
|                              | (izvještaj) | Cauņa 63' | Stadion Mihajla Meškog, Tbilisi Broj gledatelja: 15 422 Sudac: Leontios Trattou |

| 2. rujna 2011. 16:05 (UTC+3) |             |           |                                                                           |
| Izrael                       | 0 : 1       | Grčka     | Stadion Bloomfield, Tel Aviv Broj gledatelja: 13 100 Sudac: Craig Thomson |
|                              | (izvještaj) | Ninis 60' | Stadion Bloomfield, Tel Aviv Broj gledatelja: 13 100 Sudac: Craig Thomson |

| 2. rujna 2011. 19:00 (UTC+2) |             |                                     |                                                                     |
| Malta                        | 1 : 3       | Hrvatska                            | Stadion Ta'Qali, Ta'Qali Broj gledatelja: 6 150 Sudac: Tony Chapron |
| Mifsud 38'                   | (izvještaj) | Vukojević 11' Badelj 32' Lovren 68' | Stadion Ta'Qali, Ta'Qali Broj gledatelja: 6 150 Sudac: Tony Chapron |

| 6. rujna 2011. 20:30 (UTC+2) |             |             |                                                                       |
| Malta                        | 1 : 1       | Gruzija     | Stadion Ta'Qali, Ta'Qali Broj gledatelja: 5 000 Sudac: Pol van Boekel |
| Mifsud 25'                   | (izvještaj) | Kankava 15' | Stadion Ta'Qali, Ta'Qali Broj gledatelja: 5 000 Sudac: Pol van Boekel |

| 6. rujna 2011. 21:30 (UTC+3) |             |                     |                                                                      |
| Latvija                      | 1 : 1       | Grčka               | Stadion Skonto, Riga Broj gledatelja: 5 415 Sudac: Stanislav Todorov |
| Cauņa 19'                    | (izvještaj) | K. Papadopoulos 84' | Stadion Skonto, Riga Broj gledatelja: 5 415 Sudac: Stanislav Todorov |

| 6. rujna 2011. 20:00 (UTC+2) |             |           |                                                                             |
| Hrvatska                     | 3 : 1       | Izrael    | Stadion Skonto, Riga Broj gledatelja: 13 688 Sudac: Carlos Velasco Carballo |
| Modrić 47' Eduardo 55' 57'   | (izvještaj) | Hemed 44' | Stadion Skonto, Riga Broj gledatelja: 13 688 Sudac: Carlos Velasco Carballo |

| 7. listopada 2011. 21:45 (UTC+3) |             |          |                                                                       |
| Grčka                            | 2 : 0       | Hrvatska | Stadion Karaiskakis, Pirej Broj gledatelja: 27 200 Sudac: Howard Webb |
| Samaras 71' Gekas 79'            | (izvještaj) |          | Stadion Karaiskakis, Pirej Broj gledatelja: 27 200 Sudac: Howard Webb |

| 7. listopada 2011. 20:00 (UTC+3) |             |       |                                                                  |
| Latvija                          | 2 : 0       | Malta | Stadion Skonto, Riga Broj gledatelja: 4 315 Sudac: Richard Trutz |
| Višņakovs 33' Rudņevs 83'        | (izvještaj) |       | Stadion Skonto, Riga Broj gledatelja: 4 315 Sudac: Richard Trutz |

| 11. listopada 2011. 21:00 (UTC+4) |             |                            |                                                                              |
| Gruzija                           | 1 : 2       | Grčka                      | Stadion Mihajla Meškog, Tbilisi Broj gledatelja: 7 824 Sudac: Daniele Orsato |
| Targamadze 19'                    | (izvještaj) | Fotakis 79' Charisteas 85' | Stadion Mihajla Meškog, Tbilisi Broj gledatelja: 7 824 Sudac: Daniele Orsato |

| 11. listopada 2011. 19:00 (UTC+2) |             |                            |                                                                     |
| Malta                             | 0 : 2       | Izrael                     | Stadion Ta'Qali, Ta'Qali Broj gledatelja: 2 614 Sudac: Bruno Paixão |
|                                   | (izvještaj) | Refaelov 11' Gershon 90+3' | Stadion Ta'Qali, Ta'Qali Broj gledatelja: 2 614 Sudac: Bruno Paixão |

| 11. listopada 2011. 19:00 (UTC+2) |             |         |                                                                       |
| Hrvatska                          | 2 : 0       | Latvija | Stadion Kantrida, Rijeka Broj gledatelja: 8 370 Sudac: Antony Gautier |
| Eduardo 66' Mandžukić 72'         | (izvještaj) |         | Stadion Kantrida, Rijeka Broj gledatelja: 8 370 Sudac: Antony Gautier |

## Najbolji strijelci
| #  | Igrač                 | Momčad   | Gol. |
| -- | --------------------- | -------- | ---- |
| 1. | Niko Kranjčar         | Hrvatska | 4    |
| 1. | Yossi Benayoun        | Izrael   | 4    |
| 1. | Aleksandrs Cauņa      | Latvija  | 4    |
| 2. | Eduardo da Silva      | Hrvatska | 3    |
| 2. | Michael Mifsud        | Malta    | 3    |
| 3. | Nikola Kalinić        | Hrvatska | 2    |
| 3. | Mario Mandžukić       | Hrvatska | 2    |
| 3. | Jaba Kankava          | Gruzija  | 2    |
| 3. | David Siradze         | Gruzija  | 2    |
| 3. | Ioannis Fetfatzidis   | Grčka    | 2    |
| 3. | Kyriakos Papadopoulos | Grčka    | 2    |
| 3. | Vasilis Torosidis     | Grčka    | 2    |
| 3. | Kaspars Gorkšs        | Latvija  | 2    |

1 gol
| - Milan Badelj - Dejan Lovren - Luka Modrić - Ivica Olić - Mladen Petrić - Darijo Srna - Ognjen Vukojević - Alexander Iašvili - Levan Kobiašvili - David Targamadze | - Angelos Charisteas - Georgios Fotakis - Theofanis Gekas - Georgios Karagounis - Sotiris Ninis - Dimitris Salpigidis - Georgios Samaras - Nikos Spiropoulos - Elyaniv Barda - Tal Ben Haim | - Tal Ben Haim II - Tomer Hemed - Rami Gershon - Itay Shechter - Biram Kayal - Lior Refaelov - Artiom Rudņev - Māris Verpakovskis - Aleksejs Višņakovs - Jamie Pace |

auto-golovi
- Nikos Spiropoulos (protiv Izraela)

## Vanjske poveznice
- Službena stranica Europskog prvenstva